# Самсоновская заводь
Самсоновская заводь — ландшафтный заказник местного значения. Заказник располагается на землях заброшенного села Самсоновка Белокуракинского района, Луганской области. Площадь заказника составляет 506 га. Охраняет истоки реки Козинки (приток реки Белой, приток Айдара, бассейн Северского Донца). Охватывает типичный лесостепной ландшафт южных отрогов Среднерусской возвышенности с участием антропогенных комплексов с богатым растительным и животным миром, требует сохранения и восстановления. В центре заказника находится искусственный водоем площадью 100 га. К водоёму примыкают три лесных массива общей площадью 84 га.
Флора
В истоках реки представлены болотные угодья площадью 20 га с растительностью из кустарниковых видов осоки, камыша и рогоза. В лесах главными породами являются дуб обыкновенный и клен татарский. На склонах долины реки и берегах водоёма представлены хорошо сохранившиеся разнотравно-типчаково-ковыльные степи. На участках с выходами на поверхность плотной мел-мергельной породы образовались петрофитные группировки с участием эндемического мелового флористического комплекса с большим количеством растений, внесённых в Красную книгу Украины.
Фауна
Водно-болотные угодья являются местом обитания разнообразной водно-болотной орнитофауны (чаек, цапель, уток, куликов, лебедя-кликуна). В лесу и на болотах встречается свинья дикая (подстреленные экземпляры до 300 кг).
Охрана
Ландшафтный заказник был объявлен решением Луганского областного Совета народных депутатов № 5/9 от 24 февраля 1995 на площади 310 га. В 2012 году решением № 10/64 площадь была увеличена на 198 га. Земли ландшафтного заказника располагаются на территории Лизинского сельского совета.